# Мораиш Кардозу, Игнасиу ду Нашсименту де
Игнасиу ду Нашсименту де Мораиш Кардозу (порт. Inácio do Nascimento de Morais Cardoso; 20 декабря 1811, Мурса, Португалия — 23 февраля 1883, Лиссабон, Португалия) — португальский кардинал. Епископ Фару с 28 сентября 1863 по 25 апреля 1871. Одиннадцатый Патриарх Лиссабона с 25 апреля 1871 по 23 февраля 1883. Кардинал-священник с 22 декабря 1873, с титулом церкви Санти-Нерео-эд-Акиллео с 25 июня 1877.